# Blue Spring Ride
Blue Spring Ride (アオハライド, Aoharaido), ou Ao Haru Ride, est un manga écrit et dessiné par Io Sakisaka. Il est prépublié entre janvier 2011 et février 2015 dans le magazine Bessatsu Margaret de l'éditeur Shūeisha et a été compilé en treize tomes en mai 2015. La version française est éditée par Kana.
Une adaptation en série télévisée d'animation produite par le studio Production I.G est diffusée entre juillet et septembre 2014 sur Tokyo MX. Des épisodes OVA sont également commercialisés avec le manga. Dans les pays francophones, la série est diffusée en simulcast par Anime Digital Network. Un film live est également sorti en décembre 2014.

## Synopsis
Alors que Futaba Yoshioka fait son entrée au lycée, elle ne garde pas de bons souvenirs du collège, où le garçon dont elle était amoureuse, Kô Tanaka, est parti sans qu'elle n'ait pu lui avouer ses sentiments. La chance tourne puisqu'elle le retrouve par hasard au lycée. Cependant, il ne porte pas le même nom et sa personnalité a quelque peu changé. Avec ses nouveaux amis, elle va apprendre à l'apprivoiser et à se rapprocher de lui, mais aussi à le connaître et à retrouver confiance en elle.

## Personnages
Futaba Yoshioka (吉岡 双葉, Yoshioka Futaba)
Futaba est l’héroïne du manga. Au début de l'histoire, la jeune fille est âgée de 16 ans. Sensible, jolie et appréciée des garçons, Futaba a vécu un rejet général des filles de sa classe lors de ses années collège. Déterminée à se faire des amies une fois entrée au lycée, Futaba décide de modifier sa vraie personnalité, pour adopter une attitude de garçon manqué. Malgré son côté volontaire, entêté et passionné, Futaba préfère être acceptée pour ce qu'elle n'est pas plutôt qu'être mise à l'écart à cause de sa vraie personnalité.
Le retour de son premier amour, Kô Mabuchi, anciennement Kô Tanaka, chamboulera son rapport aux autres. Grâce à lui, elle trouvera le courage de s'affranchir de l'opinion des filles de sa classe pour se montrer telle qu'elle est. Lorsque Kô revient, Futaba se dit qu'elle n'a plus aucun sentiment à son égard, ce qui est une bonne chose d'après la personne qu'il est devenu. Mais elle va apprendre à connaître le "nouveau" Kô et va se lier d'amitié avec lui. Lorsque son amie Yuri lui avoue être tombée amoureuse de Kô, Futaba se dit qu'il lui suffit de ne pas retomber amoureuse de lui. Elle est cependant rapidement rattrapée par ses sentiments et craint la réaction de son amie Yuri également amoureuse de Kô. Celle-ci, bien que triste, lui dira que ça ne changera en rien leur amitié.
Futaba va donc se rapprocher de Kô jusqu'à l'embrasser, cependant un malentendu lié à Narumi va les faire s'éloigner de nouveau et Futaba décide alors de renoncer à Kô en se faisant éconduire. Elle va faire la connaissance maladroite de Toma et commencera à se rapprocher de lui. Finalement Toma lui propose de sortir avec lui, Futaba hésitera beaucoup étant toujours amoureuse de Kô. Toma lui déclarera qu'il est prêt à l'accepter comme elle est. Elle décide donc de sortir avec lui, ne voulant pas lui faire de peine. Peu à peu Futaba ne regardera plus que Toma et sera très heureuse. Malgré ce bonheur, Kô commencera à se comporter "bizarrement", de façon attentionnée et jalouse , celle-ci ne saura alors plus quoi penser. Ne voulant pas faire de la peine à Toma, elle repoussera Kô, mais elle se rendra malgré tout compte qu'elle a encore des sentiments pour lui.
Kô Mabuchi (馬渕 洸, Mabuchi Kō)
Kô est l'un des personnages phare du manga. D'un naturel distant et froid, il est meurtri par la mort de sa mère et se prive du bonheur. Dès le début il semble éprouver des sentiments pour Futaba. Doutant beaucoup de lui et faisant passer cela pour de l’indifférence auprès des gens, il est en réalité très malicieux. En effet, il se moquera tout au long de la série de Futaba vis-à-vis de son amour pour lui. En seconde (première année) il était en classe pour "surdoués" mais s'est fait recalé et est retourné en classe normale. Il est devenu délégué avec Futaba afin qu'elle ne se sente pas seule. Il est le frère de Yoichi Tanaka bien que leurs caractères s'opposent quelquefois. Peu à peu Futaba lui permet d'ouvrir son cœur, il la laisse s'y faire une place. Il va devenir plus sociable et être très bon ami avec Aya Kominato. Kô va commencer à aider une de ses anciennes amies du collège, Yui Narumi, qui a perdu son père et a déménagé chez sa mère. Elle est perdue et ne connaît personne, Kô va l'aider à s'intégrer et sans s'en apercevoir s'éloignera de Futaba.
Kô invite Aya chez lui pour mettre de l'ordre dans ses idées, celui-ci fouille dans les affaires de collège de Kô et découvre un cahier où le nom de Futaba Yoshioka est inscrit. Il lui demande donc s'il était amoureux d'elle et Kô répond à l'affirmative. Son ami lui demande alors si c'est toujours le cas et Kô ne répond pas, il rougit simplement laissant ainsi apparaître la réponse. Aya lui dit alors de faire sa déclaration mais Kô refuse prétextant qu'il devait s'occuper de Narumi. Les sentiments de Kô envers Futaba ne cessent cependant pas de grandir et il devient jaloux de Toma. Il va couper les ponts avec Narumi et essayer de se rapprocher de nouveau de Futaba. Étant petit, il jouait souvent avec Shuko.
Yuri Makita (槙田 悠里, Makita Yūri)
La vie lycéenne de Yuri s'apparente grandement à celle de Futaba quand elle était encore collégienne. Très jolie, de cette beauté mignonne qui attire le regard des garçons,  elle est méprisée des filles de sa classe et est souvent mise à l'écart. Yuri ne s'en plaint pourtant pas, préférant être haïe pour ce qu'elle est plutôt qu'être appréciée pour quelqu'un qu'elle n'est pas. C'est cette opposition qui conduit Futaba et Yuri à devenir de très bonnes amies.
Yuri tombe amoureuse de Kô après qu'il l'ait aidée lors d'une sortie organisée par l'établissement pour les délégués et le comité des événements dont elle fait partie. Lors de la fête de l'été elle lui avoue ses sentiments mais se fait éconduire. Elle va donc commencer à donner des conseils à Futaba. Plus tard Yuri va tomber amoureuse de Haruhiko Uchimiya, un ami de Toma, et va sortir avec lui.
Shuko Murao (村尾 修子, Murao Shūko)
Tout comme Yuri, Shuko est une louve solitaire. D'une beauté froide qui éloigne les gens, elle peine à faire confiance. Après une sortie scolaire avec sa classe et quelques mésaventures, elle se lie d'amitié avec Futaba et Yuri, restaurant par la même occasion sa confiance en les autres. S'adoucissant peu à peu, elle finit même par se rapprocher de Kô. Shuko est amoureuse du Professeur Tanaka, le grand-frère de Kô. Elle l'a rencontré chez elle quand il sortait avec sa sœur à la fac. Mais après s'être faite éconduire elle va se tourner un peu plus vers Aya.
Aya Kominato (小湊 亜耶, Kominato Aya)
Vif et spontané, Aya semble être l'un des seuls personnages sans réel problème. Amoureux de Shuko, il déteste le professeur Tanaka et n'aimait pas Kô non plus en raison de son lien de parenté avec le professeur. Mais il finit par voir en Kô un bon ami, et oublie sa rancœur passée.
Aya est doué pour les mathématiques.
Yoichi Tanaka (田中 陽一, Tanaka Yōichi)
Yoichi est le grand-frère de Kô. Il travaille comme professeur d'anglais dans le lycée de Futaba. D'un naturel gentil, il ne rechigne pas à donner des conseils à quelques-uns de ses élèves quand il les voit en proie au doute.
Yoichi connait les sentiments de Shuko à son égard, mais la repousse sans cesse, lui affirmant qu'il ne voit en elle rien de plus qu'une étudiante. Il s'amuse également de la pseudo rivalité qui existe entre lui et Aya Kominato concernant Shuko, et n'hésite pas à le provoquer.
On apprend plus tard qu'il était lui aussi amoureux de Shuko mais qu'il ne pouvait pas le lui dire étant un professeur et elle, une élève. Il le dit pourtant à Aya et l'encourage à se rapprocher de Shuko.
Toma Kikuchi (菊池 冬馬, Kikuchi Tōma)
Toma Kikuchi est un personnage qui arrive plus tard dans le manga. On le voit pour la première fois lors d'un malentendu avec Futaba qu'il prend simplement pour quelqu'un de bruyant. Néanmoins au fil de l'histoire il va commencer à se rapprocher de Futaba et voudra se créer une place dans son cœur. Il tombe très vite amoureux d'elle et même en ayant conscience des sentiments de Futaba à l'égard de Kô, lui demande de sortir avec lui, proposition qu'elle accepte. Il est timide et vire rapidement au rouge lorsqu'il fait quelque chose d'embarrassant. Il est souvent pris pour quelqu'un de sérieux, ce qui le mécontente, c'est pourquoi il s'est fait faire un piercing à l'oreille.
Yui Narumi (成海 唯, Narumi Yui)
Yui Narumi est une ancienne amie de Kô, elle était dans sa classe au collège lorsque Kô vivait chez sa mère. Lorsque son père est mort, elle est allée vivre chez sa mère et a donc déménagé. Etant dans la même situation que Kô et ayant du mal à s'intégrer, ce dernier l'aidera. Narumi est amoureuse de Kô et lorsqu'elle découvre la complicité entre Futaba et lui, elle devient jalouse et fait tout pour les séparer. Elle va d'ailleurs réussir pendant un certain moment, mais les sentiments de Kô à l'égard de Futaba prennent plus d'importance et Kô va couper les ponts.

## Manga
La série de manga Blue Spring Ride, écrite et dessinée par Io Sakisaka, débute le 13 janvier 2011 dans le magazine Bessatsu Margaret. Le dernier chapitre est publié le 13 février 2015. Le premier volume relié est publié par Shūeisha le 13 avril 2011. La version française est licenciée par Kana depuis juillet 2013.

### Liste des volumes
| no | Japonais         | Japonais          | Français         | Français          |
| no | Date de sortie   | ISBN              | Date de sortie   | ISBN              |
| --- | ---------------- | ----------------- | ---------------- | ----------------- |
| 1 | 13 avril 2011    | 978-4-08-846647-7 | 5 juillet 2013   | 978-2-5050-1719-6 |
| 2 | 25 août 2011     | 978-4-08-846690-3 | 5 juillet 2013   | 978-2-5050-1720-2 |
| 3 | 22 décembre 2011 | 978-4-08-846731-3 | 4 octobre 2013   | 978-2-5050-1721-9 |
| 4 | 13 avril 2012    | 978-4-08-846759-7 | 24 janvier 2014  | 978-2-5050-1722-6 |
| 5 | 24 août 2012     | 978-4-08-846818-1 | 4 avril 2014     | 978-2-5050-1723-3 |
| 6 | 25 décembre 2012 | 978-4-08-846869-3 | 4 juillet 2014   | 978-2-5050-6049-9 |
| 7 | 25 avril 2013    | 978-4-08-845028-5 | 3 octobre 2014   | 978-2-5050-6050-5 |
| 8 | 23 août 2013     | 978-4-08-845085-8 | 16 janvier 2015  | 978-2-5050-6173-1 |
| 9 | 10 janvier 2014  | 978-4-08-845151-0 | 3 avril 2015     | 978-2-5050-6322-3 |
| 10 | 23 mai 2014      | 978-4-08-845211-1 | 3 juillet 2015   | 978-2-5050-6336-0 |
| 11 | 25 août 2014     | 978-4-08-845256-2 | 2 octobre 2015   | 978-2-5050-6238-7 |
| Extra : Dans la version japonaise, le tome 11 (ISBN 978-4-08-908214-0) est sorti en édition limitée contenant un OAD. |                  |                   |                  |                   |
| 12 | 12 décembre 2014 | 978-4-08-845314-9 | 19 février 2016  | 978-2-5050-65074  |
| Extra : Dans la version japonaise, le tome 12 (ISBN 978-4-08-908235-5) est sorti en édition limitée contenant un OAD. |                  |                   |                  |                   |
| 13 | 25 mai 2015      | 978-4-08-845389-7 | 1er juillet 2016 | 978-2-5050-6510-4 |

## Anime
L'adaptation en série télévisée d'animation est annoncée en janvier 2014 dans le magazine Bessatsu Margaret. Elle est produite par le studio Production I.G et est réalisé par Ai Yoshimura et un scénario de Tomoko Konparu. Le premier épisode est diffusé le 8 juillet 2014. Dans les pays francophones, la série est diffusée en simulcast par Anime Digital Network.
Les onzième et douzième tomes du manga sont sortis en édition limitée comprenant un DVD,.

### Musique
| Générique | Épisodes | Début                                            | Début                 | Fin                 | Fin        |
| Générique | Épisodes | Titre                                            | Artiste               | Titre               | Artiste    |
| --------- | -------- | ------------------------------------------------ | --------------------- | ------------------- | ---------- |
| 1         | 1 – 12   | Sekai wa Koi ni Ochiteiru (世界は恋に落ちている) | Chico with HoneyWorks | Blue (ブルー, Burū) | Fujifabric |

### Doublage
| Personnages     | Personnages     | Voix japonaises  | Voix françaises    |
| --------------- | --------------- | ---------------- | ------------------ |
| Futaba Yoshioka | Futaba Yoshioka | Maaya Uchida     | Sarah Cornibert    |
| Kô Mabuchi      | Kô Mabuchi      | Yūki Kaji        | Michaël Maïnö      |
| Yuri Makita     | Yuri Makita     | Ai Kayano        | Sophie Tavert      |
| Shuko Murao     | Shuko Murao     | Mikako Komatsu   | Charlotte Duran    |
| Aya Kominato    | Aya Kominato    | KENN             | Sébastien Mortamet |
| Yoichi Tanaka   | Yoichi Tanaka   | Daisuke Hirakawa | Pascal Gimenez     |

## Film en prise de vues réelles
L'adaptation en film en prise de vues réelles a été annoncée en mars 2014. Il est réalisé par Takahiro Miki et est sorti le 13 décembre 2014 au Japon. Le rôle de Futaba Yoshioka est interprété par Tsubasa Honda et celui de Kô Mabuchi par Masahiro Higashide.

## Produits dérivés
Une série de light novel est publiée au Japon. Le premier volume est sorti le 27 décembre 2011 et cinq tomes sont sortis au 29 novembre 2014.

## Réception
Sur l'année 2013, la série s'est écoulée à 2 106 452 exemplaires au Japon, se plaçant à la 21e place du top Oricon. En mai 2014, le tirage total japonais s'élève à 5,84 millions d'exemplaires.